# Chitchor
Chitchor (Hindi: चितचोर, Citcor; übersetzt: Herzensdieb) ist ein Hindi-Film von Basu Chatterjee aus dem Jahr 1976.

## Handlung
Pitamber Choudhry, der Rektor einer Schule in Madhupur, hat eine Tochter namens Geeta. Sie verkörpert eine typische Dorfschönheit, ist naiv und kindisch. Pritamber ältere Tochter Meera lebt in Bombay und informiert über eine mögliche Heirat zwischen Geeta und einen jungen Ingenieur. 
Als Vinod anreist schließen ihn alle ans Herz. Vor allem ist Geeta von ihm begeistert, der ihr das Singen lehrt. Die Familie schmiedet bereits Hochzeitspläne als erneut ein Brief von Meera eintrifft. Dieser besagt, dass der Ingenieur aus geschäftlichen Gründen verhindert war die Familie zu besuchen. Vinad ist lediglich ein Aufseher, der sich um die Geschäfte vor Ort kümmert. Die Familie ist enttäuscht und versuchen Geeta von Vinod fernzuhalten.
Sunil kann Geeta auf Anhieb leiden und stimmt der Verlobung zu, die auch schnell arrangiert wird. Als Vinod von der Verlobung hört, verlässt er das Dorf, noch bevor die Zeremonie beginnt. Doch Geeta widersetzt sich der Wünsche ihrer Eltern und beharrt auf eine Heirat mit Vinod. Sie eilt zum Bahnhof und sieht den Zug bereits abfahren. Niedergeschlagen kehrt sie mit Sunil zurück. Zu ihrer Überraschung ist Vinod da und alle Missverständnisse werden aufgeklärt. Die Verlobung zwischen Geeta und Vinod steht nun nichts mehr im Wege.

## Musik
| Lied                                    | Sänger                 |
| --------------------------------------- | ---------------------- |
| Aaj Se Pehle, Aaj Se Zyada              | K. J. Yesudas          |
| Gori Tera Gaon Bada Pyara               | K. J. Yesudas          |
| Jab Deep Jale Aana, Jab Shaam Dale Aana | K. J. Yesudas, Hemlata |
| Tu Jo Mere Sur Mein                     | K. J. Yesudas, Hemlata |

## Auszeichnungen
- National Film Award (1977)
- National Film Award/Bester Playbacksänger an K. J. Yesudas für das Lied Gori Tera Gaon
- National Film Award/Bester Kinderdarsteller an Raju Shrestha

- Filmfare Award 1977
- Filmfare Award/Beste Playbacksängerin an Hemlata für das Lied Tu Jo Mere Sur Mein

Nominierungen
- Filmfare Award/Bester Film an Tarachand Barjatya (Rajshri Productions)
- Filmfare Award/Beste Regie an Basu Chatterjee
- Filmfare Award/Bester Playbacksänger an K. J. Yesudas für das Lied Gori Tera Gaon

## Sonstiges
- Main Prem Ki Diwani Hoon – Ich sehne mich nach deiner Liebe ist das Remake dieses Films. Regie führte Tarachand Barjatyas Sohn Sooraj R. Barjatya.